# 澤部佑
澤部 佑（さわべ ゆう、1986年〈昭和61年〉5月19日 - ）は、日本のお笑いタレント、俳優、司会者。お笑いコンビハライチのツッコミ担当。相方は岩井勇気。
埼玉県上尾市出身。ワタナベエンターテインメント所属。

## 来歴
2006年4月、岩井とハライチを結成。
2012年7月、総合ファッションECサイト「magaseek（マガシーク）」のセール期間中の専属メンズモデルに起用された。10月にはフジテレビ『笑っていいとも!』の火曜レギュラーに抜擢され、2014年3月の番組終了まで出演した。
2013年10月11日より朝日放送で放送されている『探偵!ナイトスクープ』の探偵に抜擢された。12月3日、『笑っていいとも!』にて交際していた一般人女性と婚姻届を提出したことを報告。
2014年5月14日に第1子女児、2016年4月27日に第2子女児、2019年2月に第3子男児が誕生。
2015年「タレント番組出演本数ランキング」458本で3位。2016年も同ランキングで3位だった。当時、帯番組をほぼ持っていなかった中での上位ランクインとなった。
2015年から欅坂46の冠番組『欅って、書けない?』（テレビ東京）のMCに土田晃之と共に就任。
2020年にグループ名が櫻坂46に改名し、番組名も『そこ曲がったら、櫻坂?』に変更され、引き続き土田と共にMCを務めている。
2013年から2023年まで、10年連続で年間のテレビ番組出演本数が300本を越えている。
2023年3月、2018年4月からMCを務めた『なりゆき街道旅』（フジテレビ）のMCを卒業。2代目MCは同事務所の後輩・ハナコに切り替わった。そして時同じくして3月31日放送分を以って9年半出演し続けた『探偵!ナイトスクープ』も卒業した。
2023年、ニホンモニターによる「タレント番組出演本数ランキング」にて、581本で2位。2016年以来のトップ3入りとなり、年間においては自己最高順位を更新した。
2024年、ニホンモニターによる「上半期タレント番組出演本数ランキング」にて、321本で1位。

## 人物
- 身長172 cm、体重83 kg[1]、血液型O型[13]。
- 「佑」という名前は、澤部が生まれた当時、大相撲で大関として活躍していた北天佑から取って名付けられた[14]。

### 家族
- 曽祖父は茨城県下妻市初代市長（3代目市長も）の澤部元信[15][16]。
- 兄は小学校の教員。兄とテレビゲームをしていた時に喧嘩になり、8年間口を利かない時期があった。しかし、澤部が19歳の時に「ゲームがきっかけ」で和解した[17]。
- 既婚者であり三児の父[5]。

### 趣味・特技
- 趣味はNBA、ロックフェス巡り[1]、個室ビデオ[18][19]、エゴサーチ。
- 特技はバスケットボール[20]。
- ももいろクローバーZのファンであり、一緒に仕事をした際に「振り返ってみても、いろんな人と会ったけど、結局一番ももクロが緊張した」と述べている[21]。ただ、百田夏菜子には、ラジオ番組で共演した際に、さまざまなアイドルにいい顔をするという理由から、メンバーから初めて「ファンじゃない認定」をされている[22]。
- 前述の『そこ曲がったら、櫻坂?』での共演をきっかけに櫻坂46のファンを公言している。推しメンは藤吉夏鈴で、好きな曲は『なぜ 恋をして来なかったんだろう?』[23]。ライブを鑑賞する際には、同じく櫻坂46のファンを公言しているサンシャイン池崎と共に鑑賞している[24]
- 柚子胡椒を好み、カップヌードルに醤油味やシーフード味などを問わず何にでも入れて食べる[25]。

### 交友関係
- 所属事務所の先輩芸人のみならず、他事務所の芸人の先輩にも可愛がられており、綾部祐二（ピース）、渡辺直美、中岡創一（ロッチ）、名倉潤（ネプチューン）、大竹一樹（さまぁ〜ず）、金田哲（はんにゃ）、ビビる大木、サンシャイン池崎などと親交がある[26]。
- フジテレビ系列で放送されたテレビドラマ、オトメン(乙男)での共演をきっかけに、主演の岡田将生と仲良くなり、その後も澤部の結婚指輪を一緒に買いに行ったり、フジロックなどの音楽フェスや飲みに一緒に行くなど親交を続けている。[要出典]

### 特徴
- 坊主頭が特徴で、「ALASKA」と書かれた服がトレードマーク。なお、この服はオテンキの江波戸邦昌にもらった物[27]。

### 仕事に関するエピソード
- 『探偵!ナイトスクープ』（朝日放送テレビ）2020年2月28日放送分で「エンド5秒の面白さが分からない」という依頼が取り上げられる。25年以上番組の大ファンの男性からの指摘で、澤部が「黒いタイプの綿棒です」（2019年8月30日、2019年12月13日放送分）のネタを2回もやっていると当時の映像が放送される。番組の調査で、2017年にも上記と同じ内容のネタをしていたことが明かされている[28]。

## 出演

### 情報・バラエティ番組

#### 現在の番組

##### 現在のレギュラー出演
- 相葉マナブ（テレビ朝日、2013年4月21日 - ）[29]
- 日曜日の初耳学（MBSテレビ・TBSテレビ系列、2015年4月12日 - ）
- しくじり先生 俺みたいになるな!!（テレビ朝日・ABEMA、2014年10月3日 - 2017年3月13日、2018年1月28日・10月20日・12月14日、2019年4月2日 - ） - レギュラー生徒[注釈 2][30]
- そこ曲がったら、櫻坂?（テレビ東京、2020年10月19日 - ）- MC[注釈 3]
- バスケ☆FIVE〜日本バスケ応援宣言〜（テレビ朝日、2021年10月9日 - ）- MC[31]
- 世の中なんでもHOWマッチ いくらかわかる金?（TBSテレビ、2024年4月27日 - ） - MC[注釈 4]

##### 現在の単発・スペシャル番組 (MCもしくはメインキャスト)
最新出演から1年未満で出演している特別番組。
- フジロックSP（テレビ朝日、毎年7月下旬） - FUJI ROCK FESTIVALの事前特番[32]

#### 過去の番組

##### 過去のレギュラー出演
- スター☆ドラフト会議（2011年4月12日 - 2013年3月5日） - 準レギュラー（イジリ隊→スター☆アドバイザー）
- ネプ&イモトの世界番付（2011年10月 - 2016年3月18日、日本テレビ）- 準レギュラー[13]
- 笑っていいとも!（2012年10月2日 - 2014年3月25日、フジテレビ） - 火曜日レギュラー[33]
  - 笑っていいとも!増刊号（2012年10月7日 - 2014年3月30日、フジテレビ）[要出典]
  - 笑っていいとも!特大号（2012年 - 2014年、フジテレビ）[要出典]
- 爆笑学園ナセバナ〜ル!（2012年10月9日 - 2013年2月26日、毎日放送）[34]
- うらやま市（2013年4月13日 - 2013年6月29日、テレビ東京）[35]
- 七人のコント侍（2013年11月1日 - 12月20日、NHK BSプレミアム）
- スギるんです（2014年3月3日 - 24日・8月17日、テレビ東京）[36]
- コレ考えた人、天才じゃね!? 〜今すぐ役立つ生活の知恵、集めました〜（2014年10月6日 - 2016年3月11日、テレビ東京）- 司会[37]
- あさチャン!（2015年3月30日 - 2016年3月21日、TBS）- 月曜日レギュラー[38]
- 志村の時間（2015年10月14日 - 2017年3月29日 、フジテレビ）[39]
- こそこそチャップリン（2015年10月4日 - 2016年3月27日、テレビ東京） - プレゼンター[40]
  - じわじわチャップリン（2016年4月2日 - 2017年3月、テレビ東京） - プレゼンター[41]
- 優しい人なら解ける クイズやさしいね（2016年 - 2017年3月、フジテレビ） - 準レギュラー
- ミライ☆モンスター（2014年4月6日 - 2017年3月26日、フジテレビ）- 準レギュラー
- 良かれと思って!（2017年4月19日 - 2018年3月28日、フジテレビ）- MC
- PON!（2017年4月3日 - 2018年9月24日、日本テレビ）- 月曜日レギュラー[42]
- トコトン掘り下げ隊!生き物にサンキュー!!（TBS）
- 欅って、書けない?（2015年10月5日 - 2020年10月12日、テレビ東京） - MC[43]
- とりあえずNBAファンになってみる？（2020年7月4日 - 2020年12月19日、NBA Rakuten） - 講師[44]
- さまぁ〜ず論（テレビ朝日、2020年11月2日 - 11月30日） - サブMC
- 内村のツボる動画（テレビ東京、2020年4月14日 - 2021年9月15日） - 月1レギュラー、MC[注釈 5][45][46]
- NBA バスケットボール（WOWOW）- 不定期ゲスト解説
- 日本人のおなまえ（NHK総合、2017年4月6日 - 2022年3月17日）
- ドラレコは見た!ちょっといい話（NHK総合、2020年3月27日・2020年6月5日 - 2020年8月11日） - MC
- タモリ倶楽部（テレビ朝日） - 不定期出演。コンビで出演することもある。
- なりゆき街道旅（フジテレビ、2018年4月1日 - 2023年3月26日[47]） - 初代MC[48]
- 探偵!ナイトスクープ（朝日放送テレビ、2013年10月11日 - 2023年3月31日）[49]
- 爆買い☆スター恩返し（フジテレビ、特番：2021年1月10日・4月18日・7月17日、レギュラー：2021年10月29日 - 2023年9月15日）- MC[50]
- 澤部＆見上の赤坂ケイバ探偵（TBSテレビ、2022年4月6日 - 2022年12月） - MC[51]
- アイ・アム・冒険少年（TBSテレビ、2014年4月23日 - 2024年3月4日） - 正式にレギュラーという扱いではないが、冒険少年メンバーとして毎回スタジオ出演をしている。『あばれる山』企画ではこのメンバーも含め「全員集合」とされる。

##### 過去の単発・スペシャル番組（MCもしくはメインキャスト）
- バンクルワセ（2014年1月2日・5月24日・10月6日、フジテレビ） - MC
- 世界の衝撃映像の現場に突撃! 危ないからヤメなさいっ!（2014年8月12日、テレビ東京） - 司会[52]
- おせっかいなサワベ不動産（2015年5月4日、NHK総合） - MC・冠番組[53]
- 超入門!落語 THE MOVIE「元犬」（2016年3月28日） - シロ 役
- 理系いたずらグランプリ!（2017年5月14日、テレビ朝日）- MC
- 舞台バラエティ 澤部パパと心配ちゃん（2017年5月20日、テレビ朝日）- 冠番組
- 日本テッパン遺跡（2017年5月30日、テレビ朝日）- MC
- 大人のワザ技（2017年8月28日・9月4日、テレビ朝日）- MC
- 解体キングダム（NHK総合）
  - いざ! 解体現場の世界へ（2018年5月1日）[54]
  - 超難関! 大阪オフィスビルを解体せよ（2018年12月20日） - 司会[55]
- 出川澤部の見知らぬ二人が人生交換したら○○がわかった!（2018年9月16日、CBC・TBS） - MC
- 田舎で1000万プレイヤー（2019年12月29日・2020年9月15日、フジテレビ） - MC[注釈 6][56]
- 世界フシギ動画祭り（テレビ朝日、2020年10月20日・2021年2月3日・8月8日・9月29日・10月7日・11月20日） - MC[注釈 7]
- インドア王GP（テレビ愛知・テレビ東京系列、2021年10月16日） - MC[注釈 8][57]
- 澤部と岡部と丸ボウズ（フジテレビ、2022年1月29日） - 冠番組[注釈 9][58]
- おとなりさんはなやんでる。（NHK Eテレ、2022年4月2日 - 2024年1月27日） - MC
- どうしてワタシに!?突然!ぶっとびオファー（TBS、2022年6月25日・10月11日（初回のみ土曜☆ブレイク）） - MC

### Web配信
- 最強新コンビ決定戦 THE ゴールデンコンビ（2024年10月31日、Amazonプライム・ビデオ）[59]

### テレビドラマ
- オトメン(乙男)（2009年8月1日 - 2009年9月26日・2009年10月13日 - 2009年11月3日、フジテレビ） - 磯野かつお 役
- チェリーナイツ（2010年10月10日、BSフジ） - 田村一 役[60]
- タガーリン（2013年4月13日 - 6月22日、フジテレビ） - 太田川稔 役[61]
- ガリレオ（2013年4月15日 - 6月24日、フジテレビ） - 太田川稔 役[62]
  - ガリレオXX 内海薫最後の事件 愚弄ぶガリレオ（2013年6月22日）[63]
  - ガリレオ 禁断の魔術（2022年9月17日）
- WONDA×AKB48 ショートストーリー「フォーチュンクッキー」 第2話（2013年7月7日、フジテレビ） - 定食屋の客 役[64]
- ドクターX〜外科医・大門未知子〜 第2期最終話（2013年12月19日、テレビ朝日） - 銭湯の客 役[65]
- おふこうさん（2014年1月7日 - 2月25日、NHK BSプレミアム） - 濱崎透 役[66]
- ブラック・プレジデント（2014年4月8日 - 6月17日、関西テレビ） - 増山圭介 役[67]
- 奇跡の教室（2014年6月28日、日本テレビ） - 修行僧 役
- 信長協奏曲（2014年10月13日、フジテレビ） - 重平 役[68]
- 永遠の0（2015年2月11日・14日・15日、テレビ東京） - 東野 役[69]
- ちゃんぽん食べたか（2015年5月30日 - 8月1日、NHK総合） - 寺山朔太郎 役[70]
- SICKS〜みんながみんな、何かの病気〜 第7話（2015年11月20日、テレビ東京） - ウェイター 役
- 水族館ガール（2016年6月17日 - 7月29日、NHK総合） - 今田修太 役[71]
- ボク、運命の人です。（2017年4月15日 - 6月17日、日本テレビ） - 葛城和生 役
- 植木等とのぼせもん（2017年9月2日 - 10月21日、NHK総合） - 衣装部栗原 役
- だから私は推しました（2019年7月27日 - 9月14日、NHK総合） - 聖護院実 役
- テセウスの船 最終話エピローグ（2020年3月22日、TBS） - 佐野慎吾（大人） 役[72]

### 広告
- マガシーク（2012年）[73]
- リクルート ゼクシィ（2013年）[74]
- 日本郵便 2015年版年賀はがき（2014年） - 波瑠と共演[75]
- マーベラス 剣と魔法のログレス いにしえの女神（2015年）- 吉田鋼太郎と共演[13]
- 花王
  - メンズビオレ（2016年 -） - 菅田将暉と共演[76][77][78]
  - ビオレｕ オートディスペンサー「おーっと自動で！」篇、「新ながもっち泡」篇（2023年 - ）
- アサヒ飲料 WONDA（2016年 -2017年） - ビートたけし、劇団ひとりと共演[79][80][81][82][83]
- コロプラ プロ野球バーサス（2017年） - 斎藤工と共演[84]
- パーソルキャリア DODA（2018年）[85]
- LINE証券 （2021年） - 満島真之介と共演
- NTTソルマーレ コミックシーモア（2024年 - ） - 小芝風花、木村昴と共演[86][87]

## 漫画原作
- 花太郎（作画：稲葉そーへー、ヤングアニマル2022年9・10合併号掲載[88]）